# FEBA (Feldbahnbau)

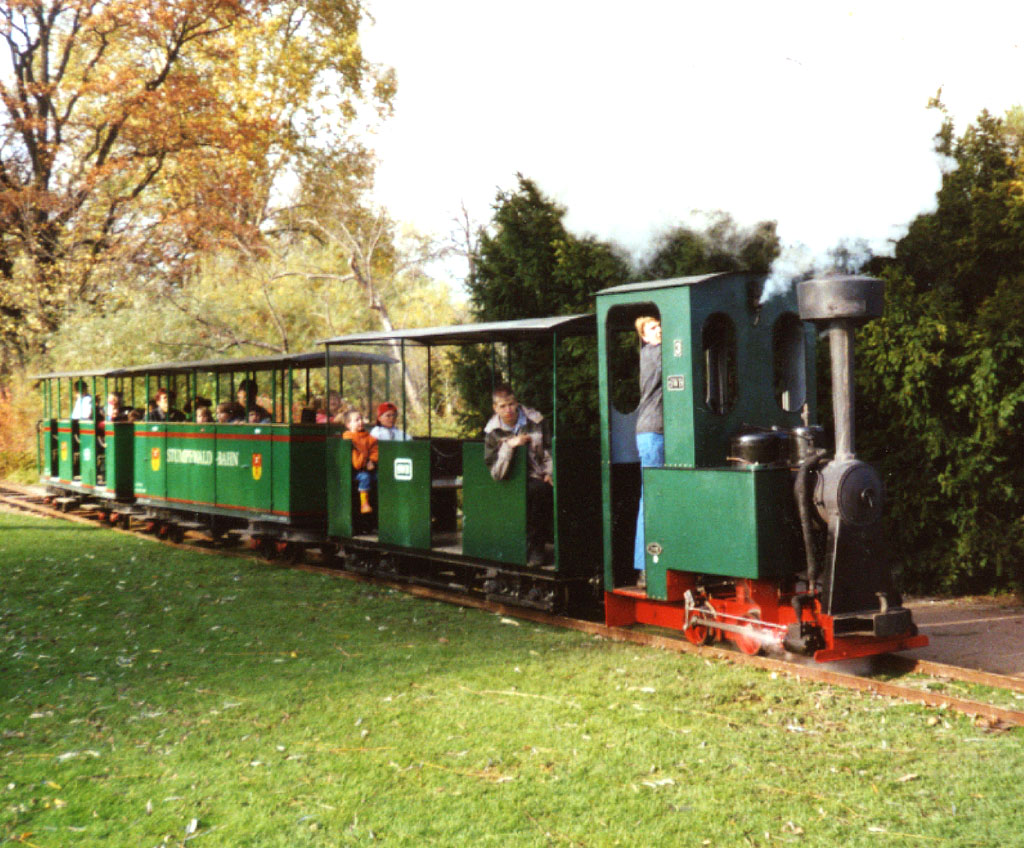
FEBA 40

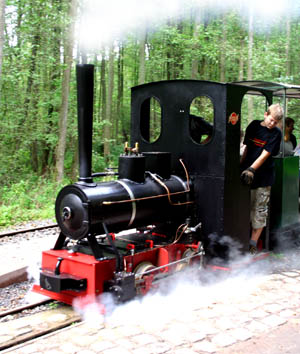
FEBA 40

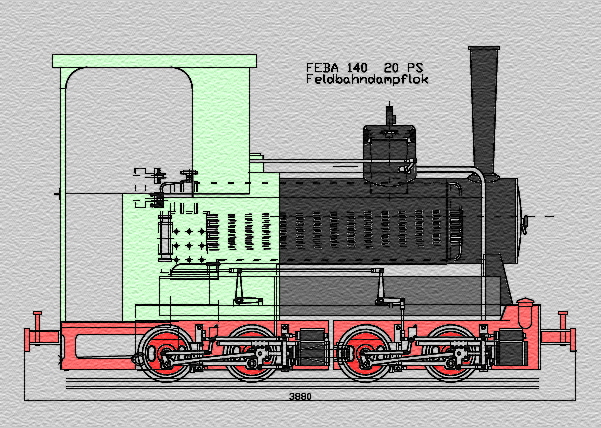
Skizze der FEBA 140

FEBA ist ein deutscher Kleinserienhersteller für Feldbahnfahrzeuge und ist besonders auf die Neukonstruktion von Dampflokomotiven spezialisiert.

## Firmengeschichte
Nach einer ersten, im Jahr 1998 fertiggestellten Dampflokomotive mit 5 PS Leistung wurden weitere Typen konstruiert. Diese waren die FEBA 40 mit 7 PS und die FEBA 70 mit 10 PS. Die Fabriknummernliste weist jeweils 3 Exemplare der Typen FEBA 30, FEBA 40 und FEBA 70 aus.
Das Unternehmen bietet neben diesen Dampflok-Neukonstruktionen auch Neubaukessel für andere Lokomotiven an. Ebenfalls im Produktionsprogramm waren bisher ein Kessel für ein Dampfschiff sowie der Solar-Akku-Triebwagen ELSE.
Alle Neubaufahrzeuge wurden für die Feldbahnspur 600 mm gefertigt. Kunden waren bisher die Stumpfwaldbahn, die Parkeisenbahn Chemnitz sowie Private beziehungsweise Privatfeldbahnen.

## Vorschau
Ein leistungsstärkeres Modell, die FEBA 140, befindet sich in Vorbereitung.